# Флаг Курдистана
Флаг Курдистана (курд. Alaya Kurdistanê, также Alaya Rengîn — «красочный флаг») появился в 1920 году во время курдского движения за независимость от Османской империи.
Главная особенность курдского флага — сверкающая золотая эмблема солнца в центре — древнего религиозного и культурного символа курдов. У солнечного диска 21 луч, все лучи равны по размеру и форме. Важность числа 21 заложена в древних язданистских религиозных традициях у курдов.
Красный цвет символизирует кровь курдских мучеников в длительной борьбе за курдскую свободу и достоинство, зелёный — красоту ландшафтов и пейзажей Курдистана, белый — мир и равенство, жёлтый — начало жизни и свет для людей.

## Другие флаги, использовавшиеся курдами
- Флаг Курданшахра (323 до н. э. — 226 н. э.)
- Флаг Давлат эль-Акрад (1171—1260)
- Флаг Сефевидской династии (1501 — 1722)
- Флаг Зендской династии (1750—1794)
- Флаг Эмирата Соран[1] (1816—1835)
- Флаг Королевства Курдистан[1] (1922—1924)
- Флаг Араратской Курдской Республики (1927—1930)
- Флаг Мехабадской республики (1946—1947)
- Флаг Турецкого Курдистана (Северный Курдистан)
- Официальный флаг Сирийского Курдистана (Рожава) (2016)
- Нынешний флаг для обозначения Автономной администрации Северной и Восточной Сирии (Рожава)